# 長谷本寺
長谷本寺（はせほんじ）は、奈良県大和高田市にある真言宗の豊山派、市内最古の寺院。山号を妙音山と称する。本尊は長谷寺型十一面観音菩薩（奈良県指定文化財）。

## 概要
開山は710年(皇紀1370年)、南都（奈良）の高僧であった大満上人とされる。日本最古の官道横大路に面している。
藤原時代の等身の仏像、古い順に長谷寺型木造十一面観世音菩薩立像と木造兜跋毘沙門天立像（共に奈良県指定文化財）、木造伝薬師如来坐像が秀作であり、奈良県中南部、大和高田市に残る有数の古作として大変貴重な像群である。その他にも江戸時代にかけての仏像が数十躯祀られており、大和高田市で最も仏像の数、種類共に豊富である。近年は防犯のため鍵が閉められているので、予約してから拝観するのが望ましい。他府県などからも仏像拝観に訪れるが、基本的には地元の檀家信者寺であり、観光寺院ではないため、貴重な仏像が祀られていることも地元でもあまり知られていない隠れ古寺でもある。

## 歴史
明治時代初期の廃仏毀釈運動により、寺領が失われただけでなく、多くの寺宝と共に古文書等が散逸してしまい、長谷本寺の正式な歴史を把握することが大変難しくなっている。ただ、1193年(皇紀1853年)頃の礒野庄古図（多武峰文書）はすでにその名が登場しており、1400年頃の『注進　金峯山免田田数事』には当寺の場所等が記されている。また1553年（天文22年）には先の右大臣、称名院右府　三条西公条が吉野詣での際、帰途の道中と二度に亘り宿泊したことが記録に残っており、貴人を接待する寺院であったことがうかがい知れる。1669年には新庄藩藩主であった桑山修理亮により本堂が再建されている。1722年の大和国葛下郡高田寺寺内町寺社帳には本堂、境内地や年貢地等が詳しく述べてある。「午睡庵和歌」や「竹園日記」等の話の中にも記されている。

## 伝説
滋賀県の高島郡三尾の白蓮華谷に約30m程の楠が生えていた。この木は常に輝き、芳しい香りがする不思議な木であった。6世紀初め、大洪水により大津に流され、その漂う処に色々と不思議な事を起こしていた。これを奈良県橿原市の小井門子が亡夫の冥福の為に仏像を造ろうと思い、運んで来たが着工できずに亡くなった。後に出雲臣大水沙弥法勢が自分の里の葛城市に観音を刻んで祀ろうと、この大和高田の当寺の前まで来たところ、不思議にも大盤石の如く動かなくなり、やむなくそのままになって法勢もまた死んでしまった。そのうち、この木を切ろうとする人は祟りを受け、礼拝供養する人には御利益があり、遂に人々が神木として参詣し市も立つさまであった。
この噂が天聴に達し、当時の高僧大満菩薩が遣わされて霊木を祈念し、刻み始めた。ところが毎夜半になるとノミの音が妙に響くため異様に思い霊木に近寄ると、この一音毎に観音の姿が鮮やかに刻まれて行った。これを安置したのが当寺の本尊であり、山号の妙音山はノミの音に起因しているという。なお、霊木の残りは童子（地蔵菩薩）の墨染衣の袖に引かれ、東の桜井市初瀬の長谷寺の本尊として祀られ、当寺本尊と同型双霊の尊像となる。したがって、「本」をつけてその由来を表していると云われている。

## 文化財
大規模な調査としては、昭和26年（1951年）1月11日県立大和歴史館（現橿原考古学研究所）による調査と、近年平成17年（2005年）1月20日に奈良県教育委員会文化財保存課によって執り行なわれている。

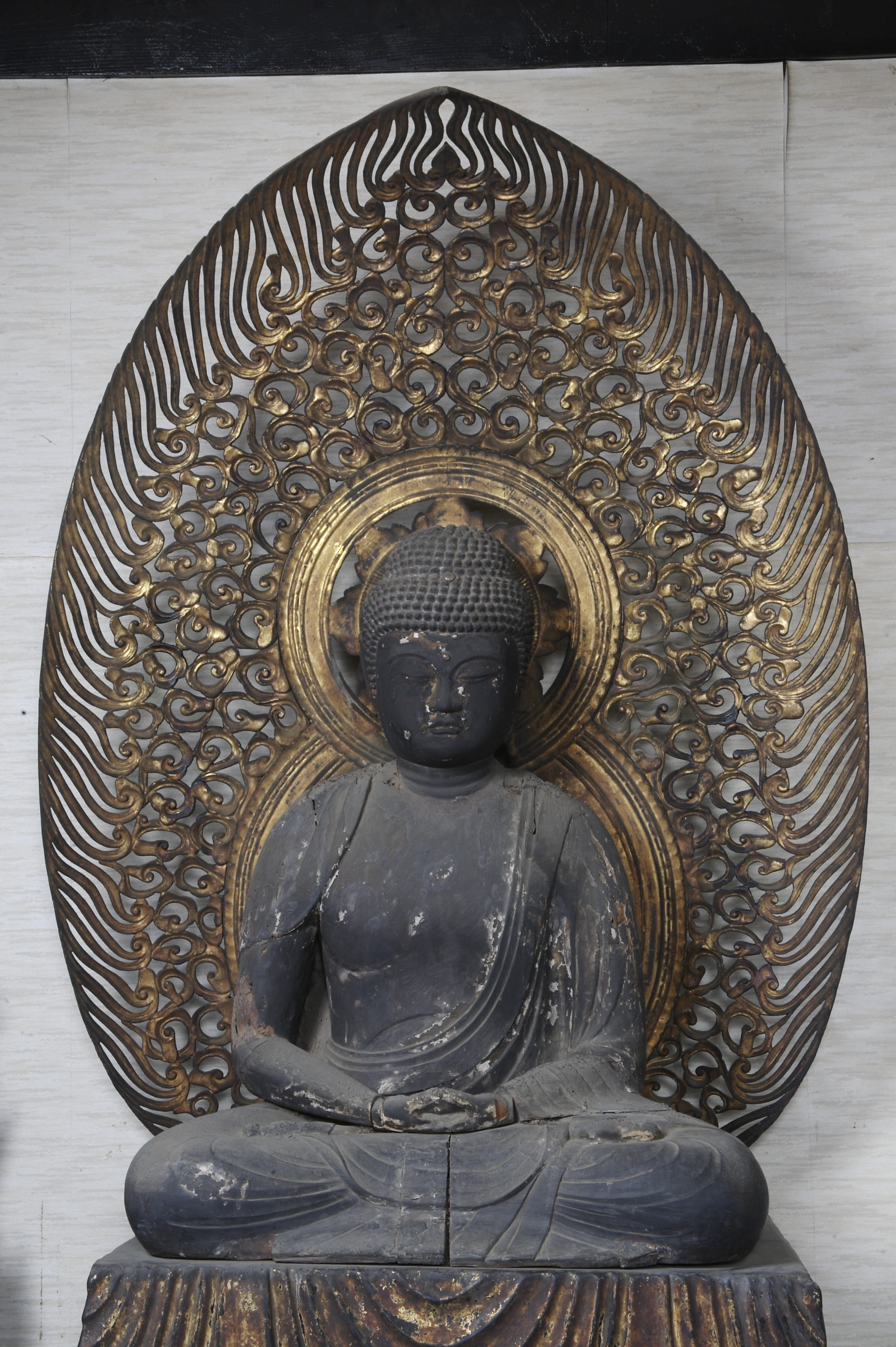
長谷本寺伝薬師如来

- 木造十一面観音立像（奈良県指定文化財）平安時代 - 一木造り
大和歴史館では「藤原初期の手法をもっとも端的にあらわしており、文化財保護法では優秀文化財は一旦重要文化財に指定し、さらに優秀物は国宝に指定されるが長谷本寺の観世音はまさにこの国宝級である」とコメントしている。また兵庫県圓教寺の釈迦三尊の両脇待像や、京都府禅定寺 (京都府宇治田原町)の十一面観音ともに重文（重要文化財）と形状等に多くの共通点を指摘できる。桜井市長谷寺の大観音像は室町期に再建されており、長谷寺型として守られてきた当寺の観音像の方が古く、大観音像焼失前の形を元にして刻まれている可能性もあり、桜井市長谷寺との関係も見逃せない。
- 木造兜跋毘沙門天立像（奈良県指定文化財）平安時代 - 一木造りサクラ材
堅実な彫技の兜跋毘沙門天であり、古式で誇張を抑えた表情は穏健なものである。地天像はふくよかで温和な表現である。奈良県内でも保存状態も割合に良く、平安時代の遺例として重要な作品である。

### その他の文化財
- 木造伝薬師如来坐像（平安時代）約180cm（光背含む）
- 庚申立像（室町時代）
- 神変大菩薩（役行者）（江戸時代）
- 木造地蔵菩薩立像（江戸時代）
- 弘法大師坐像（江戸時代）
- 西国33観音像33躯（江戸時代）
- 木造狛犬（江戸時代）
- 涅槃図（江戸時代-天保3年）

## 建造物
- 鐘楼 - 1943年（昭和18年）に450kgの鐘を戦争供出し、鐘楼も朽ちて倒壊しかかったため、1978年（昭和53年）12月18日に壇信徒の協力で再興したもの。総ケヤキ造り。親交のあった室生寺より、国宝五重塔修復用のケヤキを無償で譲り受けた。奈良県下では薬師寺に次ぐ2番目の大きさの鐘、黄地佐平の作。広島、長崎原爆の日と戦争終了の日には平和の鐘として突かれる。12月31日の11時45分より、除夜の鐘を近隣市町村の誰でも突くことができるように開放されている。通称室生の鐘。
- 薬師堂 - 西国8番札所長谷寺6坊の一つ、清浄院を1943年（昭和18年）頃移築したもの。庚申堂、西国33観音堂として利用されるが、風雨による傷みも激しく、2010年（平成22年）4月、長谷本寺1300年記念法要に合わせ、全面改修を行なった。現在は薬師堂として使用。
- 客殿 - 1963年（昭和38年）に長谷本寺の客殿を改築する計画があり、親交のあった西国6番札所壷坂寺住職より、壷坂寺境内地にあった大木、杉の銘木の寄贈を受け総スギ造りにて執り行なった。通称壷阪の間。※ 完全非公開。

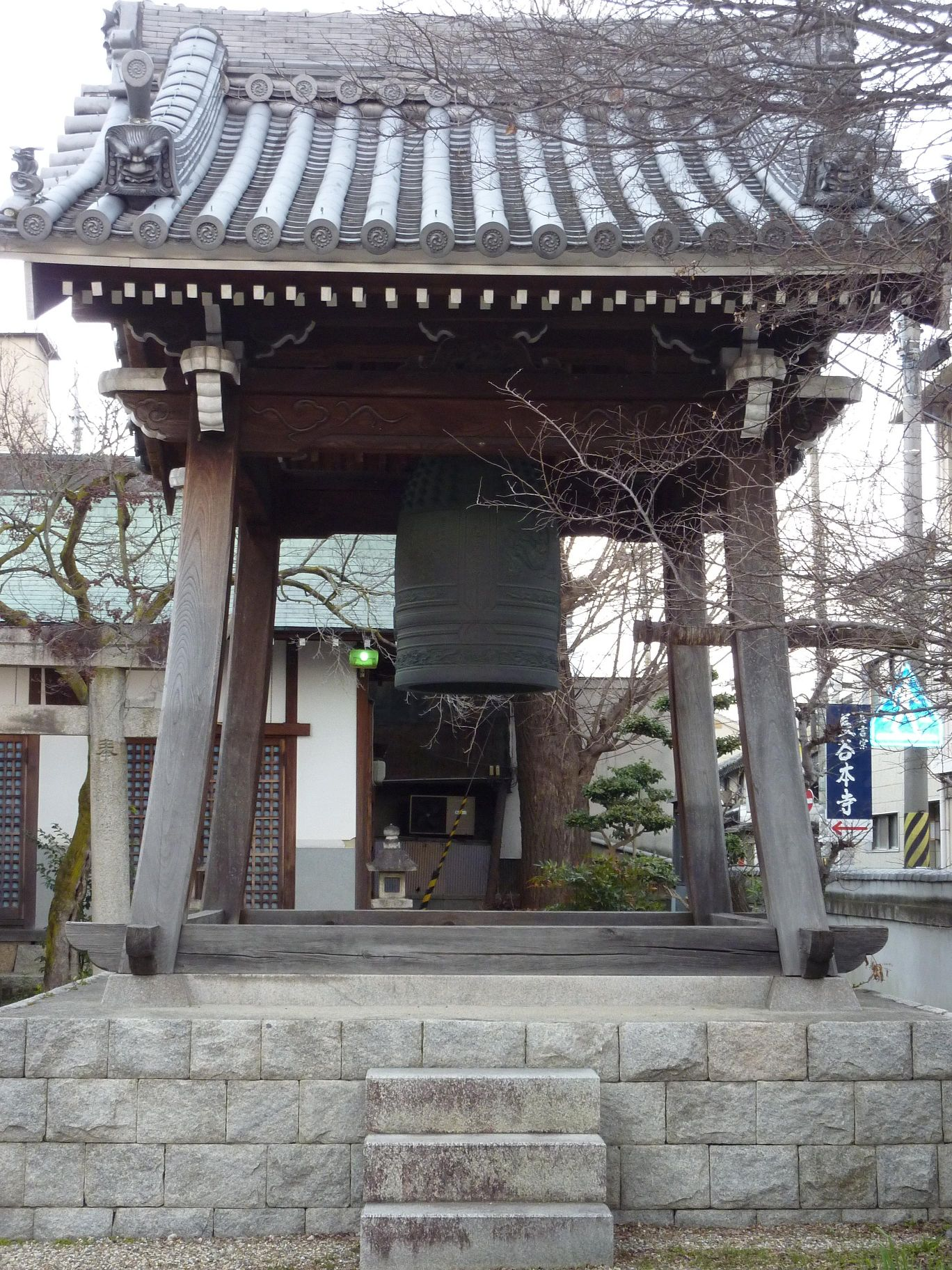
鐘楼
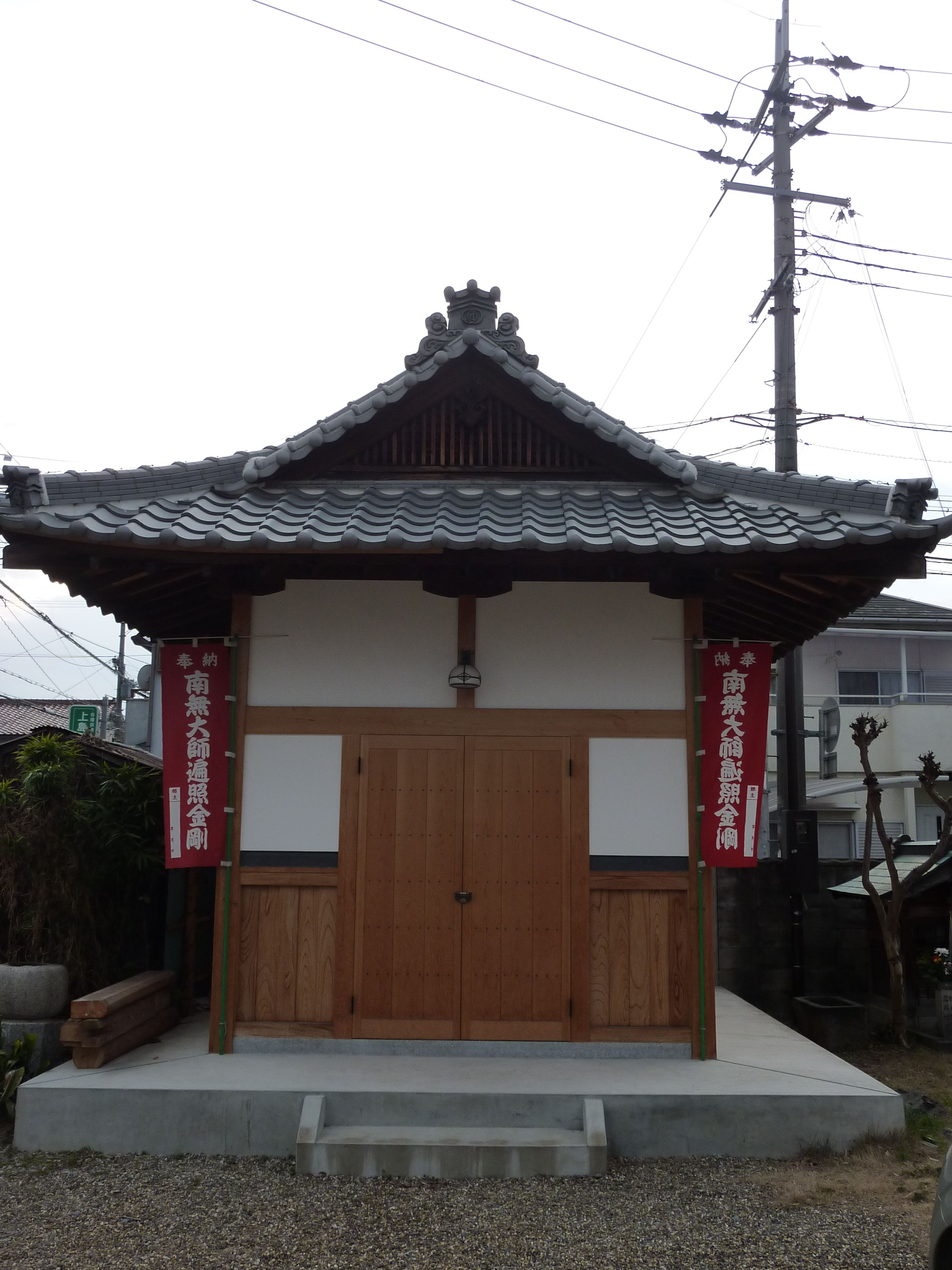
薬師堂

## アクセス
- 近鉄南大阪線 高田市駅（徒歩6分）
- JR和歌山線・桜井線 高田駅（徒歩9分）
- 近鉄大阪線 大和高田駅 （徒歩13分）

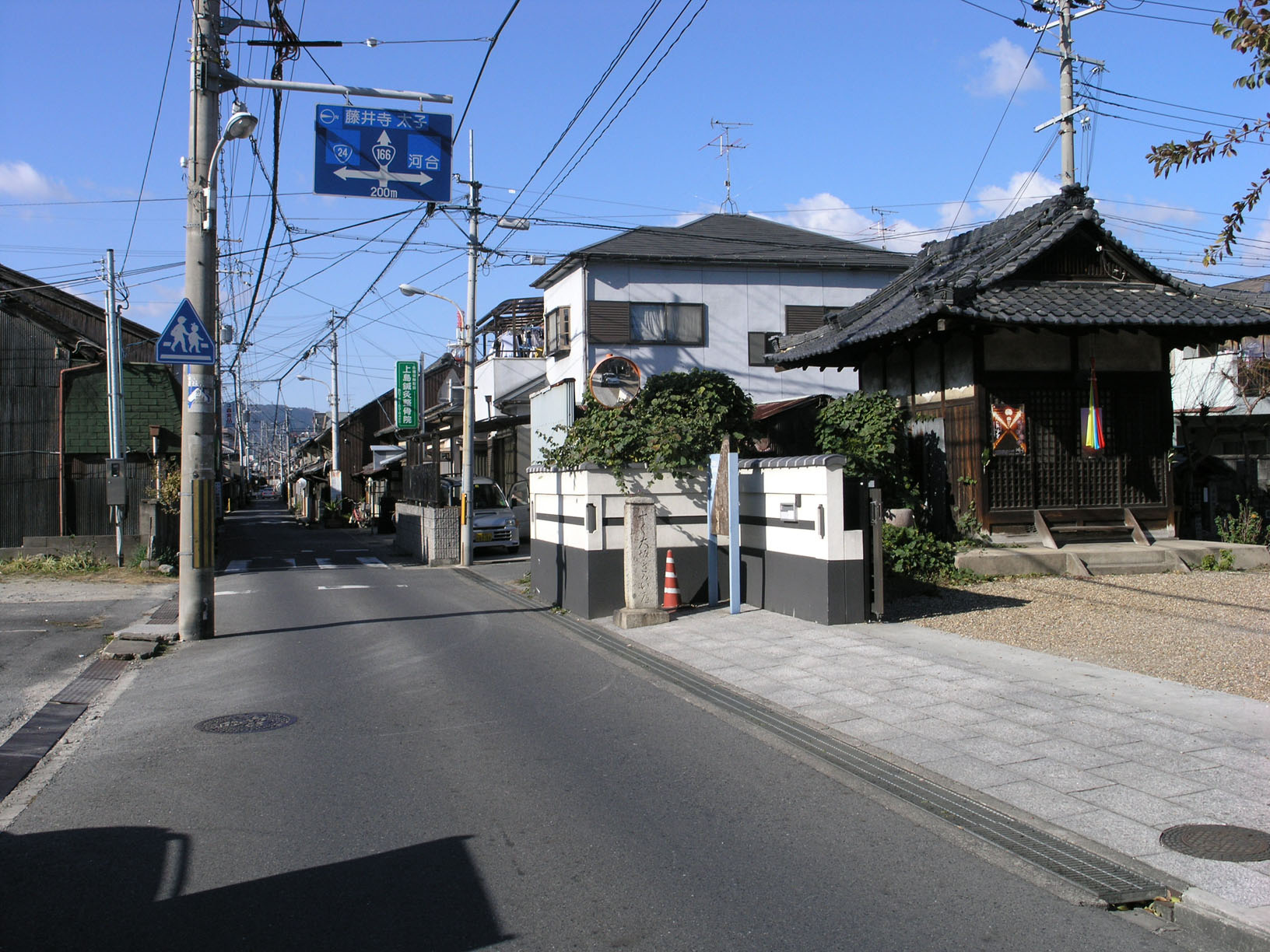
長谷本寺前の伊勢本街道・横大路（国道166号）。（門前は西向き一方通行）

- 国道166号旧道・奈良県道5号大和高田斑鳩線 北片塩町交差点（片塩ロータリーのすぐ北）から西へすぐ